# Amblysomus robustus
Amblysomus robustus is een zoogdier uit de familie van de goudmollen (Chrysochloridae). De wetenschappelijke naam van de soort werd voor het eerst geldig gepubliceerd door Gary Bronner in 2000.

## Voorkomen
De soort komt voor in noordoostelijk Zuid-Afrika, rond de Steenkampsberg in de deelstaat Mpumalanga. 